# The Water-Babies, A Fairy Tale for a Land Baby

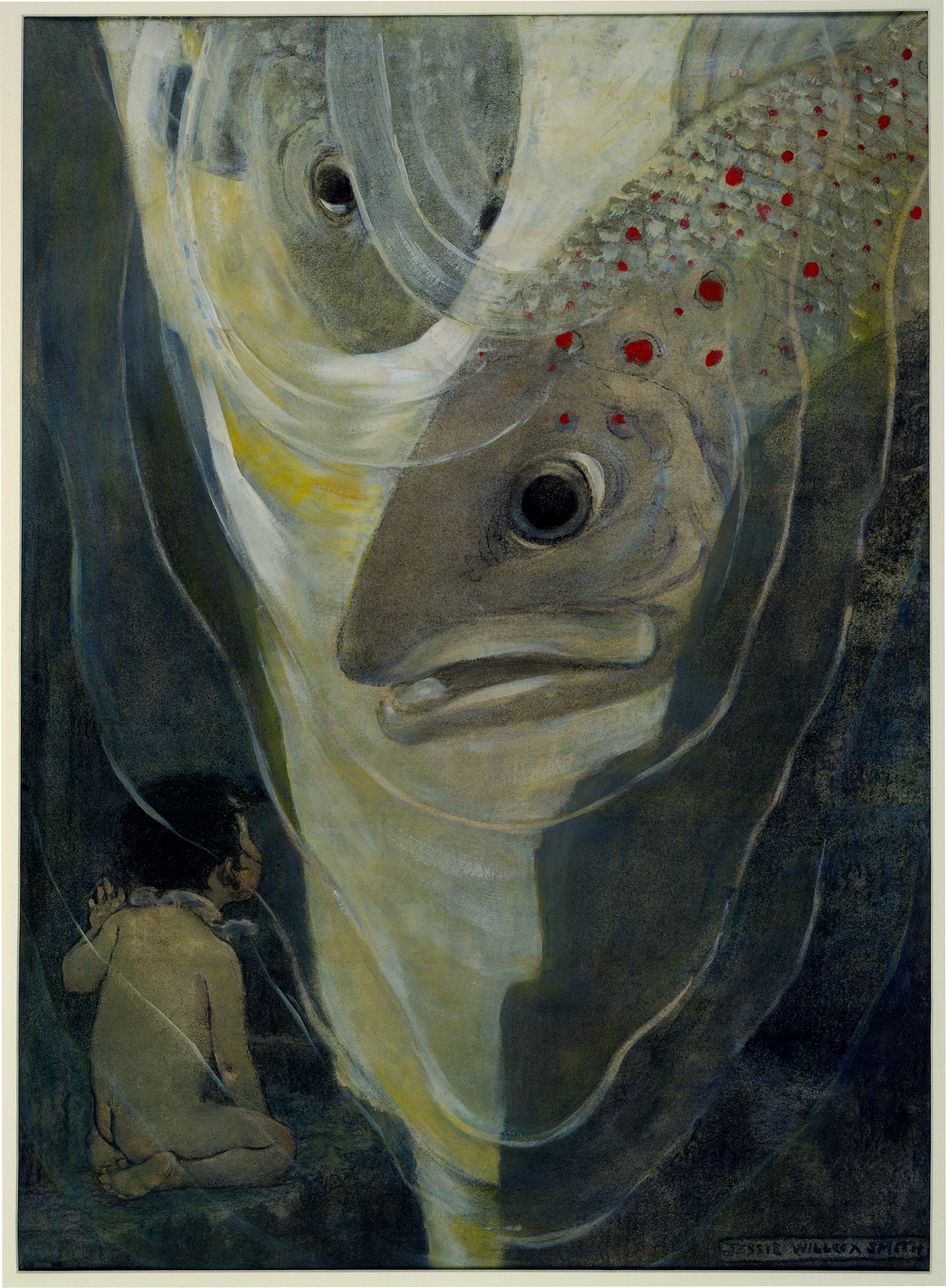
"Oh, ne me faites pas de mal ! cria Tom. Je voulais juste vous regarder, vous êtes si beaux !" Illustration de Jessie Willcox Smith en 1916.

Pour les articles homonymes, voir Water Babies.
The Water-Babies, A Fairy Tale for a Land-Baby est un conte pour enfant écrit par le révérend Charles Kingsley. Il a été publié en 1862–1863 en feuilleton dans le Macmillan's Magazine, et est paru en intégralité pour la première fois en 1863. Le livre fut extrêmement populaire en Angleterre à cette époque, et reste une référence de la littérature enfantine anglaise jusque dans les années 1920.

## Résumé
Le livre raconte les aventures d’un petit ramoneur, appelé Tom. Ce dernier mène une vie difficile, faite de labeurs et de peines, sous la férule de son Maître, le cruel Mr Grimes. Son courage et son bon caractère lui permettent de surmonter les épreuves qu’il endure tous les jours. Mais, après avoir fait fortuitement la rencontre d’une petite fille de bonne famille, Ellie, Tom est malencontreusement amené à tomber dans une rivière, où des fées le transforment en un bébé-d’eau. De ce passage dans une autre réalité, vont découler, pour le petit garçon, des transformations à la fois physiques et psychologiques. La rencontre avec des créatures aussi étranges que variées, ainsi que les leçons de vie et de morale distillées par les fées (dont les remarquables sœurs Mrs Bedonebyasyoudid et Mrs Doasyouwouldbedoneby), amèneront Tom à tirer le meilleur de lui-même, en se débarrassant des mauvaises habitudes et valeurs de son ancienne vie.

## Analyse
Charles Kingsley aborde dans The Water-Babies de nombreux sujets. Un traitement particulier est ainsi réservé aux préoccupations sociales : les conditions de travail imposées aux enfants et leur accès à l’éducation, les questions relatives à l’hygiène et à la santé, mais également les méthodes éducatives rigoristes, en usage à cette époque en Grande-Bretagne, et sur la pertinence desquelles Kingsley émet des doutes. Le recours à l’imaginaire et au nonsense est ainsi mis au service d’un message moral.
L’auteur mêle également à l’intrigue les débats scientifiques qui ont suivi la parution en 1859 de L’Origine des Espèces, de Charles Darwin, pour lesquels il s’est passionné. Ayant reçu de l’auteur un exemplaire de la première édition de l’ouvrage, Kingsley écrivit à Darwin pour lui exprimer son admiration, et lui assurer qu’il croyait à la pertinence de la thèse de l’évolution naturelle, qu’il admettait comme totalement compatible avec ses propres croyances chrétiennes. 
L’adhésion à la thèse de Darwin amena cependant Kingsley à reprendre à son compte une certaine vision ethnocentrique des peuples. Certains d’entre eux, du fait par exemple de leur isolement, auraient, selon lui, connu une évolution plus lente. Ce serait le cas notamment des Irlandais. Cet aspect de l’œuvre le desservit par la suite.

## Illustrateurs
De nombreux artistes ont illustré The Water-Babies. On peut citer, parmi les plus remarquables :
Au XIXe siècle :
- Edward Linley Sambourne en 1885

Au XXe siècle :
- Warwick Goble en 1909
- Mabel Lucie Attwell en 1915
- Jessie Willcox Smith en 1916

Au XXIe siècle:
- Il faut citer les remarquables illustrations photographiques réalisées par Zena Holloway.